# La schiava del peccato

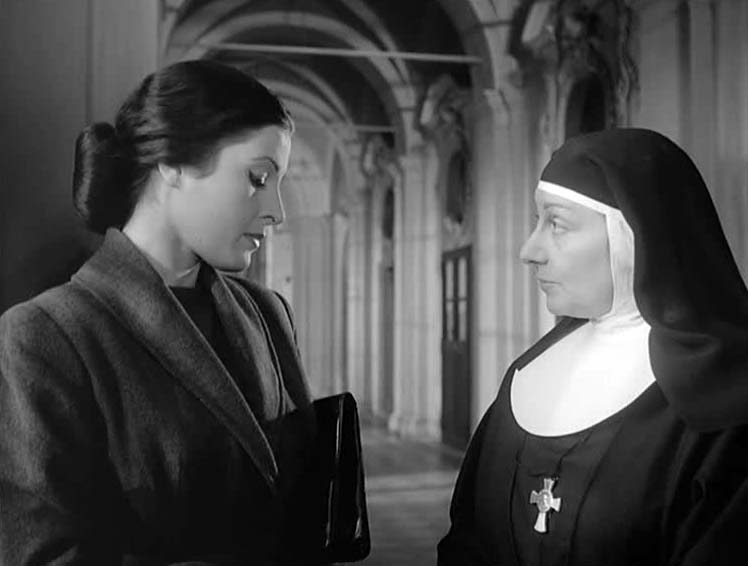
Fotograma do filme "La Schiava del Peccato"

La schiava del peccato é um filme italiano de 1954, do gênero melodrama, dirigido por Raffaello Matarazzo.

## Elenco
- Silvana Pampanini.... Mara Gualtieri
- Franco Fabrizi.... Carlo
- Camillo Pilotto.... inspetor
- Liliana Gerace